# Bretagne-de-Marsan
Bretagne-de-Marsan (gaskonsko Bretanha de Marsan) je naselje in občina v francoskem departmaju Landes regije Akvitanije. Naselje je leta 2009 imelo 1.394 prebivalcev.

## Geografija
Kraj leži v pokrajini Gaskonji 7 km jugovzhodno od središča Mont-de-Marsana.

## Uprava
Občina Bretagne-de-Marsan skupaj s sosednjimi občinami Benquet, Bougue, Campagne, Haut-Mauco, Laglorieuse, Mazerolles, Mont-de-Marsan, Saint-Perdon in Saint-Pierre-du-Mont sestavlja kanton Mont-de-Marsan Jug s sedežem v Mont-de-Marsanu. Kanton je sestavni del okrožja Mont-de-Marsan.

## Zanimivosti
- cerkev sv. Martina iz 13. stoletja, prenovljena v 19. stoletju;